# Ерін Моріарті
Ерін Елер Моріарті (англ. Erin Elair Moriarty, нар. 24 червня 1994, Нью-Йорк) — американська акторка. Одна з головних акторок серіалу "Хлопаки".

## Раннє життя
Народилася і виросла в Нью-Йорку. Закінчивши школу, вона відклала навчання в коледжі, щоб присвятити себе акторській кар'єрі.

## Кар'єра

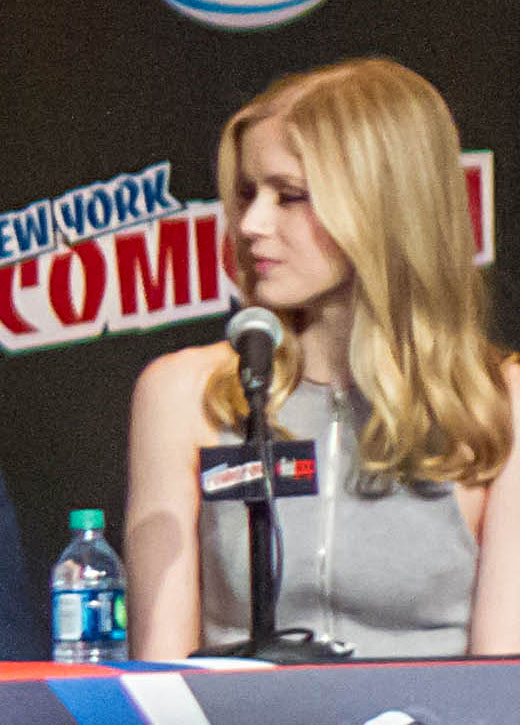
На зустрічі фанатів Джессіки Джонс, 2015

Ім'я Моріарті з'явилося в титрах таких фільмів, як «Королі літа», «Дружинники», а також телесеріалів «Червона вдова» і «Справжній детектив». У 2015 році вона зіграла Хоуп в телесеріалі «Джессіка Джонс». Актриса отримала роль у фільмі «Кровний батько», в якому зіграла дочку героя Мела Гібсона Лідію.
За роль у фільмі «Капітан Фантастік» була номінована на премію Гільдії кіноакторів США в категорії «Найкращий акторський склад в ігровому кіно».
Потім вона отримала роль другого плану у фантастичному фільмі «Філософи», прем'єра якого відбулася у 2013 році, а також епізодичну роль у першому сезоні серіалу «Справжній детектив» у ролі Одрі Гарт, проблемної дитини персонажа Вуді Гаррельсона.
У вересні 2014 року Ерін Моріарті була названа однією з найкращих акторок віком до двадцяти років за версією IndieWire. Того ж року вона отримала роль у серіалі «Спіритична сестра», але її сцени були вилучені з остаточного варіанту картини після перезйомок.
У лютому 2015 року було оголошено, що вона приєдналася до основного акторського складу серіалу «Джессіка Джонс» від Netflix. У першому сезоні серіалу, який вийшов у листопаді 2015 року, Моріарті зіграла Хоуп, студентку коледжу, життя якої руйнує Кілгрейв, головний лиходій.
Вона з'явилася у фільмі «Кровний батько» 2016 року з Мелом Гібсоном у головній ролі. Її роль доньки Гібсона у фільмі «Кровний батько» отримала похвалу від таких критиків, як Манола Даргіс з The New York Times,  Алонсо Дуральде з TheWrap та Оуен Глейберман з Variety. Пізніше того ж року вона знялася у фільмі жахів «Всередині». Моріарті також зіграла роль другого плану у визнаному критиками фільмі «Капітан Фантастік», в якому вона грає кохану героя Джорджа Маккея. За цей фільм вона була номінована на премію Гільдії кіноакторів за видатну жіночу роль у кінофільмі.
У червні 2016 року вона отримала головну роль у художньому фільмі LD Entertainment «Сезон чудес» разом з Данікою Ярош і Гелен Хант;  фільм вийшов на екрани у 2018 році. Також у 2018 році вона з'явилася у фільмах «Незвичайна подорож факіра» та «Вечірка монстрів». Пізніше того ж року вона з'явилася у фільмі «Драйв», який зосереджується на операції, що призвела до загибелі автомагната Джона ДеЛореана; прем'єра фільму відбулася на Венеціанському кінофестивалі 2018 року, а зйомки проходили в Пуерто-Ріко в 2017 році під час урагану «Марія».
У грудні 2017 року вона отримала роль Енні Джанні / Старлайт у серіалі «Хлопаки», вільній адаптації однойменного коміксу Гарта Енніса та Даріка Робертсона від Amazon Studios . Серіал вийшов у липні 2019 року . Прем'єра другого сезону серіалу відбулася у вересні 2020 року, а третій сезон спочатку був запланований на 2021 рік, але був відкладений до 3 червня 2022 року.
У березні 2024 року Моріарті отримала роль у неонуарному трилері «Губи як цукор» разом з Вуді Гаррельсоном, Оуеном Вілсоном та іншими. Зйомки розпочалися того ж місяця .

## Особисте життя
Моріарті стала об'єктом женоненависницького тролінгу через її пластичні операції з власною зовнішнюстю, що відбулися в серіалі «Хлопаки» між сезонами . У січні 2024 року Моріарті оголосила, що покине Instagram. Вона сказала, що стала мішенню словесних образ після того, як колишня ведуча Fox News Мегін Келлі звинуватила її в пластичній операції.  Пізніше Моріарті повернулася в Instagram, подякувавши своїм шанувальникам за підтримку.

## Фільмографія

### Фільми
| Рік  |    | Українська назва          | Оригінальна назва                      | Роль                |
| ---- | -- | ------------------------- | -------------------------------------- | ------------------- |
| 2012 | ф  | Сусіди на стрьомі         | The Watch                              | Челсі               |
| 2013 | ф  | Королі літа               | The Kings of Summer                    | Келлі               |
| 2013 | ф  | Філософи                  | The Philosophers                       | Вів'єн              |
| 2016 | ф  | Кровний батько            | Blood Father                           | Лідія               |
| 2016 | ф  | Капітан Фантастік         | Captain Fantastic                      | Клер                |
| 2016 | кф | Секстант                  | Sextant                                |                     |
| 2016 | ф  | Усередині                 | Crawlspace (також Within)              | Ханна Александер    |
| 2017 | ф  | Конг: Острів Черепа       | Kong: Skull Island                     | дівчина в барі      |
| 2017 | тф | Суперечки                 | Controversy                            | Кессі Салліван      |
| 2018 | ф  | Чудесний сезон            | The Miracle Season                     | Келлі Флієр         |
| 2018 | ф  | Неймовірні пригоди факіра | The Extraordinary Journey of the Fakir | Марі                |
| 2018 | ф  | Тачка на мільйон          | Driven                                 | Кеті Коннорс        |
| 2018 | ф  |                           | Monster Party                          | Алексіс Доусон      |
| 2019 | кф |                           | Famous Adjacent                        | Ерін                |
| 2019 | ф  | Берсерк                   | Berserk                                | Агент Евана (голос) |
| 2023 | ф  | Уловлювання пилу          | Catching Dust                          | Джина               |
| 2025 | ф  | Правда привидів           | True Haunting                          | Марша Бекер         |

### Серіали
| Рік       |   | Українська назва                    | Оригінальна назва                 | Роль                                  |
| --------- | - | ----------------------------------- | --------------------------------- | ------------------------------------- |
| 2010      | с | Одне життя, щоб жити                | One Life to Live                  | Вітні Беннет (6 епізодів)             |
| 2011      | с | Закон і порядок: Спеціальний корпус | Law & Order: Special Victims Unit | Дрю (Епізод: "Flight")                |
| 2013      | с | Червона вдова                       | Red Widow                         | Наталі Вальравен (8 епізодів)         |
| 2014      | с | Справжній детектив                  | True Detective                    | Одрі Гарт (3 епізоди)                 |
| 2015      | с | Джессіка Джонс                      | Jessica Jones                     | Гоуп Шлоттман (7 епізодів)            |
| 2019—2025 | с | Хлопаки                             | The Boys                          | Енні Дженьюарі / Зірочка (32 епізоди) |

### Відеоігри
| Рік  |    | Українська назва                | Оригінальна назва               | Роль                                            |
| ---- | -- | ------------------------------- | ------------------------------- | ----------------------------------------------- |
| 2023 | вг | Call of Duty: Modern Warfare II | Call of Duty: Modern Warfare II | Енні Дженьюарі / Старлайт (голос і зовнішність) |

### Відеокліпи
| Рік  | Назва                        | Виконавець                   | Примітки |
| ---- | ---------------------------- | ---------------------------- | -------- |
| 2018 | Have You Ever Seen the Rain? | Creedence Clearwater Revival | Аліса    |

## Нагороди і номінації
| Рік  | Нагорода | Організація                | Категорія                               | Робота            | Результат |
| ---- | -------- | -------------------------- | --------------------------------------- | ----------------- | --------- |
| 2019 | IGN      | IGN Summer Movie Awards    | Найкращий акторський склад на ТВ        | Хлопаки           | Номінація |
| 2017 | «Актор»  | Screen Actors Guild Awards | Найкращий акторський склад у кінофільмі | Капітан Фантастік | Номінація |